# Võilaid

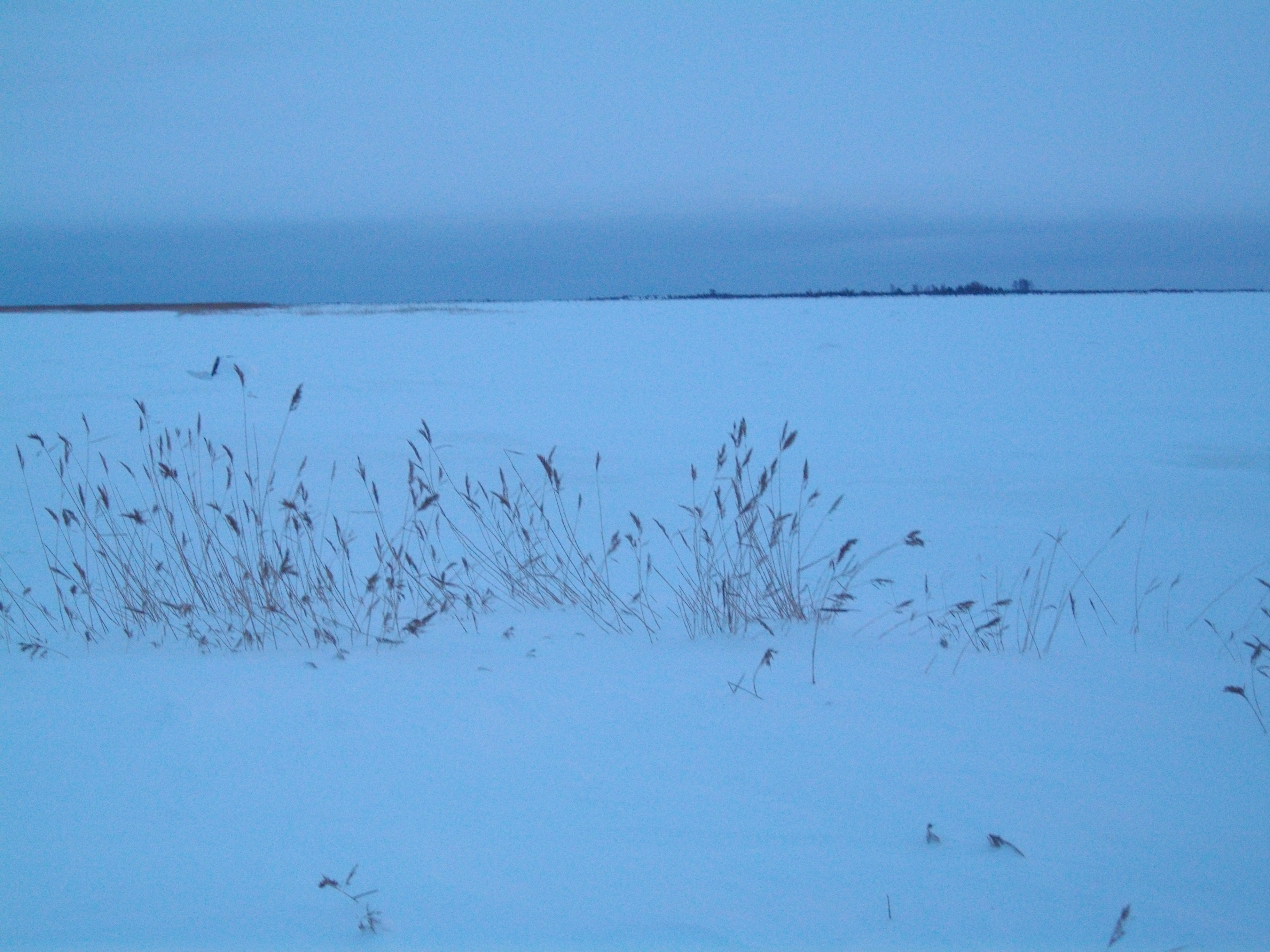
Vue de Võilaid depuis la mer, depuis le village de Rässa. À gauche, l'isthme reliant Võilaid à l'île de Muhu.

Võilaid est une île du golfe de Riga appartenant à l'Estonie.

## Description
Võilaid est située au sud-est de l’île de Muhu dans le Golfe de Riga. L’île a une superficie de 2,5 km². Elle est inhabitée et sert l'été de pâturage et à l’organisation d'excursions équestres  Le point culminant est à 3,6 m d'altitudel. A marée basse l'eau se retire suffisamment pour permettre de joindre à pied l’île de Muhu.
Võilaid, ainsi que d'autres régions estoniennes comme: Manilaid, Kihnu, Ruhnu, Harilaid, Käina, Kassari, Saarnaki laid, Saastna, Salmi, Penijõe, Põgari-Sassi, Haeska, Kumari, Tahu a été retenue pour le projet Boreal Baltic Coastal Meadow Preservation in Estonia comme ayant les prairies côtières les plus viables du pays. 
L’île tient son nom du village Võiküla de l'île de Muhu. Võilaid, Muhu et les ilots de Kesselaid, Viirelaid et Suurlaid forment la Commune de Muhu dans le Comté de Saare.